# Lijst van wachtposten aan de spoorlijn Winterswijk - Zevenaar
Dit is een onvolledige chronologische Lijst van wachtposten aan de Spoorlijn Winterswijk - Zevenaar. Een wachtpost was een huisje waarin de baanwachter woonde. Hij of zij opende en sloot de overwegbomen wanneer er een trein passeerde.
Alle huisjes werden in 1885 naar een standaardontwerp door de GOLS gebouwd.
Rond 1950 werden veel huisjes gesloopt omdat ze hun oude functie verloren.
Wanneer er achter de straatnaam een asterisk staat, wil dat zeggen dat de overgang niet meer bestaat. Bij een aantal huisjes staat de straatnaam aangegeven, die in de buurt van de oude overweg ligt.
Hoewel de spoorlijn officieel Winterswijk - Zevenaar heet, begint de telling van de huisjes in Zevenaar.
| Wachtpost | Straat                           | Plaats   | Bouwjaar | Sloopjaar | Extra informatie        | Afbeelding |
| --------- | -------------------------------- | -------- | -------- | --------- | ----------------------- | ---------- |
| 6         | Wilhelminastraat-Oude Beekseweg* | Didam    | 1885     | Onbekend  |                         |            |
| 13        | Munstermanstraat                 | Silvolde | 1880     | 1960      | Bij Stopplaats Silvolde |            |
| 17        | Halteweg                         | Aalten   | 1885     | 1940      | Bij Stopplaats Lintelo  |            |